# Az-Zabaniyya

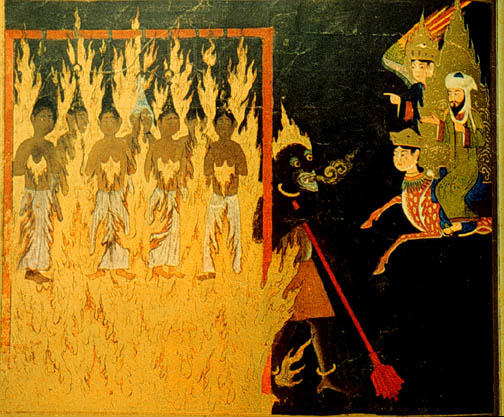
Darstellung eines der Zebaniyya in der islamischen Kunst. Hinter ihm befindet sich eine Gruppe von Frauen im Höllenfeuer

Die Zabaniyya, arabisch الزبانية, DMG az-zabānīya, sind im Islam Wesen, die oft mit den Engeln der Hölle bzw. mit furchterregenden Begleitern der Todesengel identifiziert werden. Während die Engel der Gnade aus Nur (Licht) erschaffen wurden, seien die Engel der Strafe aus Nar (Feuer der Hölle) erschaffen. Sie werden erwähnt im Koran in Sure 96:18 (nach Rudi Paret): 
»Wir werden (unsererseits) die Schergen (der Hölle)(?) herbeirufen.«
Andere Koranübersetzungen verwenden an dieser Stelle den neutralen Begriff Wächter.
Diese Engel werden an anderer Stelle des Korans – ohne namentliche Erwähnung – als roh (ġilāḏ) und gewalttätig (šidād) beschrieben (Sure 66:6): 
»Ihr Gläubigen! Nehmt euch selber und eure Angehörigen vor einem Feuer in acht, dessen Brennstoff aus Menschen und Steinen besteht, und über das harte und strenge Engel gesetzt sind, die sich gegen Gott in dem, was er ihnen befohlen hat, nicht auflehnen, vielmehr tun, was ihnen befohlen wird.«
Unter Berufung auf Sure 74:30 wird in der islamischen Welt davon ausgegangen, dass es insgesamt 19 Zabaniyya gibt. Dort heißt es: „Neunzehn (Engel) sind (als Wärter) über sie gesetzt.“ Der Mächtigste dieser Engel wird Malik genannt und bewacht die Tore zur Hölle. In der Himmelfahrt Mohammeds taucht zudem ein Höllenengel mit dem Namen Zuzail auf. Jeder der 19 Zabaniyya befehligen Legionen von Satanen, unterstehen selbst allerdings dem Teufel (Iblis).
Gelegentlich komme es zum Kampf mit den Engeln der Gnade um die Seelen der Verstorbenen. Der Kampf würde einen dem Donner gleichenden Knall auslösen.

## Wortherkunft
Entgegen der traditionellen Deutung geht der deutsche Orientalist Günter Lüling von einer (späteren) Fehlschreibung bzw. Fehllesung des Wortes im Koran aus und postuliert eine mögliche Originalform الرّبّانية, DMG ar-rabbānīya, mit der Bedeutung „Herrschaftsengel“. Der rasm beider Begriffe ist im Arabischen identisch, der Unterschied beruht lediglich auf der (viel später eingeführten) diakritischen Zeichensetzung. Demnach würde Sure 96:18, die auch Rudi Paret bei der Übersetzung Probleme bereitete, wie folgt zu lesen sein:
»Wir werden unsererseits die höchsten Engel („Herrschaftsengel“) herbeirufen.«
Mit der Bedeutung „Herrschaftsengel“ ist das Wort mit dem (griechisch-)biblischen Begriff kyrioi identisch (2. Petrus 2:10; in der New American Standard Bible als „angelic majesties“ übersetzt), der in der Form الرّبّونية, DMG ar-rabbūnīya, im gleichen Zusammenhang in einem arabisch-christlichen Manuskript aus dem Katharinenkloster am Berg Sinai nachweisbar ist.
Al-Mubarrad führt den Ausdruck auf eine Klasse von Unterweltdämonen zurück, die man als ifriyya zibniyya bezeichnet habe. Der Ausdruck zibniyya würde dabei in etwa "stoßen" bedeuten. Das Zurückstoßen in die Hölle der fliehenden Insassen wäre charakteristisch für diese Dämonen und erhielten deshalb diesen Namen.